# 長山群島

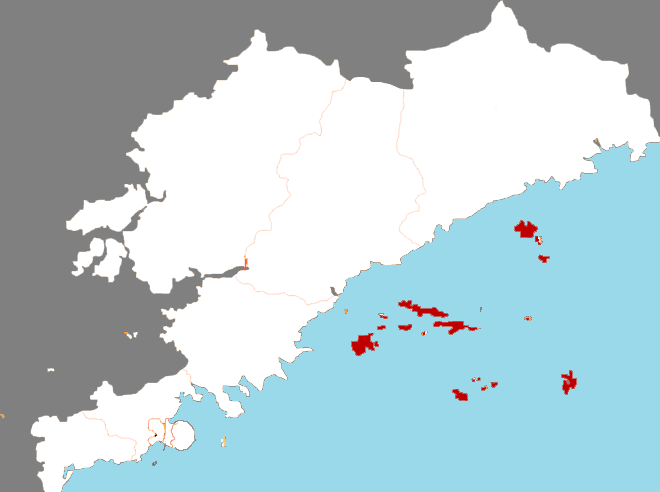
長山群島（赤）は大連市（白）普蘭店区の皮口の沖合にある。

長山群島（ちょうざんぐんとう、中国語: 长山群岛）は、中国の遼東半島に東の黄海上にある島々で、遼寧省大連市に属し、全島で長海県となっている。
長山群島は中国で2番目に大きな群島であり、遼東半島の東側の黄海に位置し、122の島と260余の岩礁でできている。
群島の全面積は170平方キロメートルで、大長山島（24.94平方キロメートル）が最大の島である。日本の租借地に含まれたが、1945年に中国に返還された。近海では魚貝類が豊富に捕れる。